# 불장난 (1971년 영화)
《불장난》(遊び, Play with Fire)은 일본에서 제작된 마스무라 야스조 감독의 1971년 드라마, 멜로/로맨스 영화이다. 타카하시 케이코 등이 주연으로 출연하였다.

## 출연

### 주연
- 타카하시 케이코
- 다이몬 마사아키

### 조연
- 우치다 아사오

## 기타
- 원작자: 노사카 아키유키